# Ширен (Франция)
Ширен (фр. Chirens) — коммуна во Франции, находится в регионе Рона — Альпы. Департамент коммуны — Изер. Входит в состав кантона Вуарон. Округ коммуны — Гренобль.
Код INSEE коммуны — 38105. Население коммуны на 1999 год составляло 1889 человек. Населённый пункт находится на высоте от 441 до 876 метров над уровнем моря. Муниципалитет расположен на расстоянии около 460 км юго-восточнее Парижа, 70 км юго-восточнее Лиона, 29 км северо-западнее Гренобля. Мэр коммуны — Gilbert Dos Dantos, мандат действует на протяжении 2008—2014 годов.
Динамика населения (INSEE):